# Observador Permanente da Santa Sé junto às Nações Unidas em Genebra
O Observador Permanente da Santa Sé nas Nações Unidas em Genebra é o representante da Santa Sé no Escritório das Nações Unidas em Genebra, na Suíça. A Igreja também tem um representante na sede das Nações Unidas em Nova York, conhecido como Observador Permanente da Santa Sé nas Nações Unidas.
O Observador Permanente possui a categoria diplomática de Núncio Apostólico e o título eclesiástico de arcebispo titular.

## Observadores Permanentes
1. Henri de Rietmatten (1967 - 1971)
2. Silvio Luoni (1971 - 15 de maio de 1978)
3. Jean Rupp (1978 [1] - 1980)
4. Edoardo Rovida (7 de março de 1981 - 26 de janeiro de 1985) [2]
5. Justo Mullor García (3 de março de 1985 - 30 de novembro de 1991)
6. Paul Fouad Tabet (1991-1995)
7. Giuseppe Bertello (1995 - 27 de dezembro de 2000) [3]
8. Diarmuid Martin (17 de janeiro de 2001 [4] - 3 de maio de 2003) [5]
9. Silvano Maria Tomasi, C.S. (10 de junho de 2003 [6] - 2016) [7]
10. Ivan Jurkovič (13 de fevereiro de 2016 [8] - 5 de junho de 2021)
11. Fortunatus Nwachukwu (17 de dezembro de 2021[9] - 15 de março de 2023[10])
12. Ettore Balestrero (desde 21 de junho de 2023[11])